# Överkalibrig ammunition
| Överkaliber |                      |
| --- | -------------------- |
| RPG-7 raketgevär med överkalibrig raketprojektil Överkalibrig gevärsgranat på ett handeldvapen Del av: Kaliberbunden ammunition Kaliberförhållande \| Underkaliber \| – kaliber < eldröret \| \| Fullkaliber \| – kaliber = eldröret \| \| Överkaliber \| – kaliber > eldröret \| |                      |
| Underkaliber | – kaliber < eldröret |
| Fullkaliber | – kaliber = eldröret |
| Överkaliber | – kaliber > eldröret |

Överkalibrig ammunition (alternativt överkalibrerad ammunition), militärförkortning: ökam, är eldvapenammunition (normalt mynningsgranater) där projektilens största diameter (kaliber) är större än det hos eldröret som den skjuts från.
Ammunitionen har antingen ett skaft med mindre diameter, vilket sticks in i eldröret, eller ett ihåligt skaft vilket träs över mynningen.
Överkalibrig ammunition laddas alltid framifrån och huvuddelen av projektilen sticker ut framför mynningen.

## Exempel på vapen som använder överkalibrig ammunition
- Panzerfaust
- RPG-7

## Exempel på vapen som kan använda överkalibrig ammunition
- Ak 4 kan laddas med en överkalibrig gevärsrökgranat
- 3,7 cm Pak 36 kan laddas med en överkalibrig skaftpansarspränggranat

## Galleri

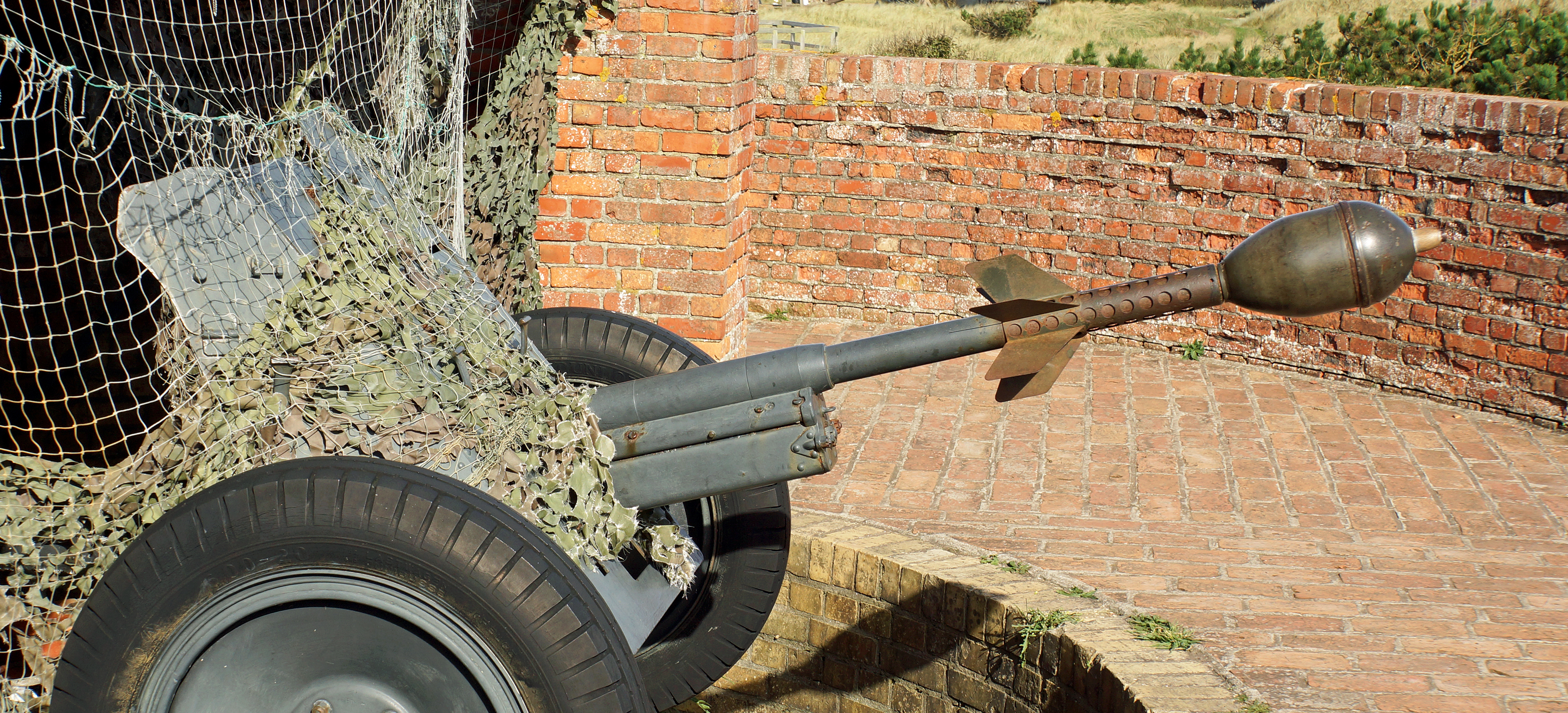
Överkalibrig skaftgranat på en infanterikanon
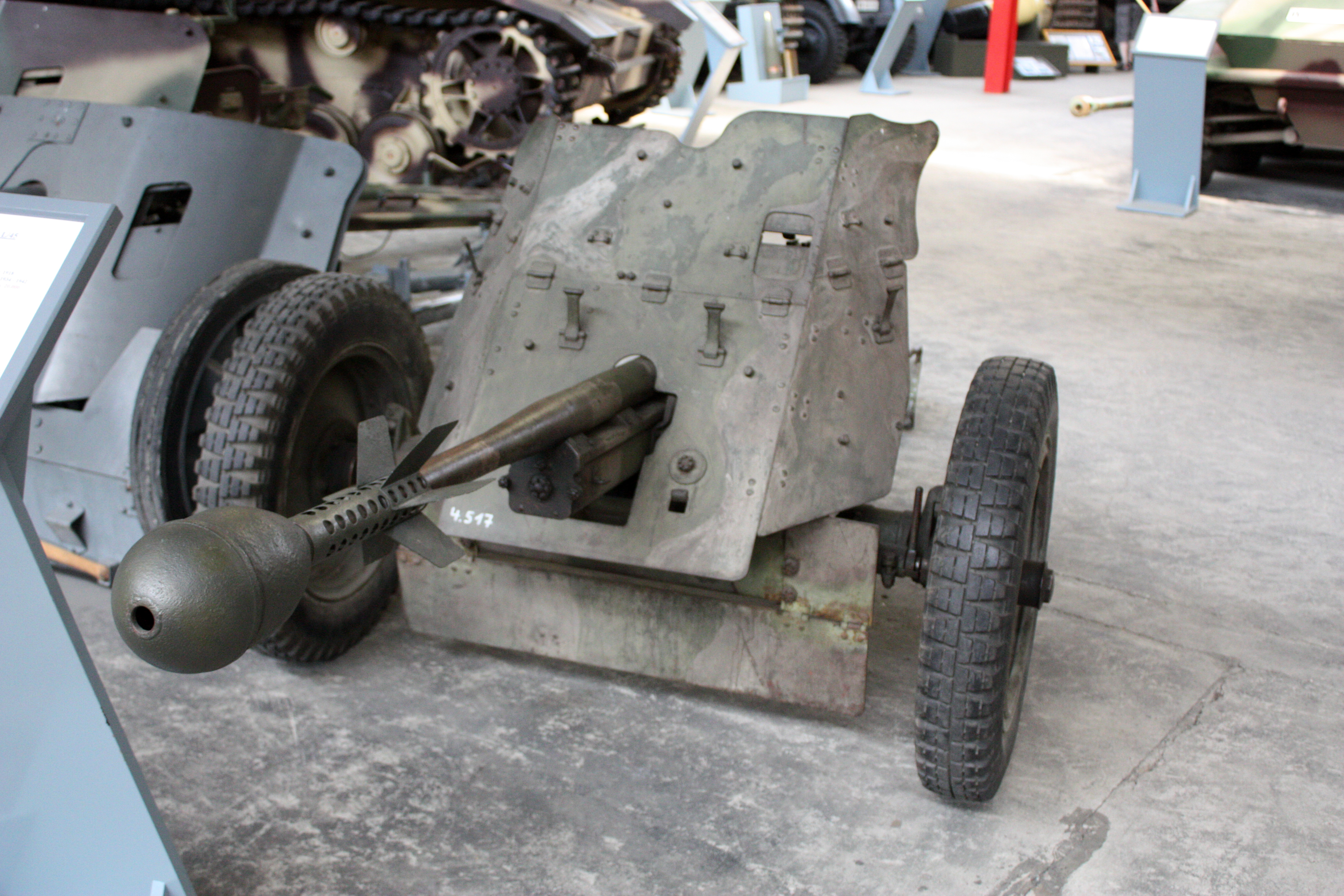
3,7 cm Pak 36 pansarvärnskanon bestyckad med en överkalibrig Stielgranate 41 skaftgranat över mynningen.
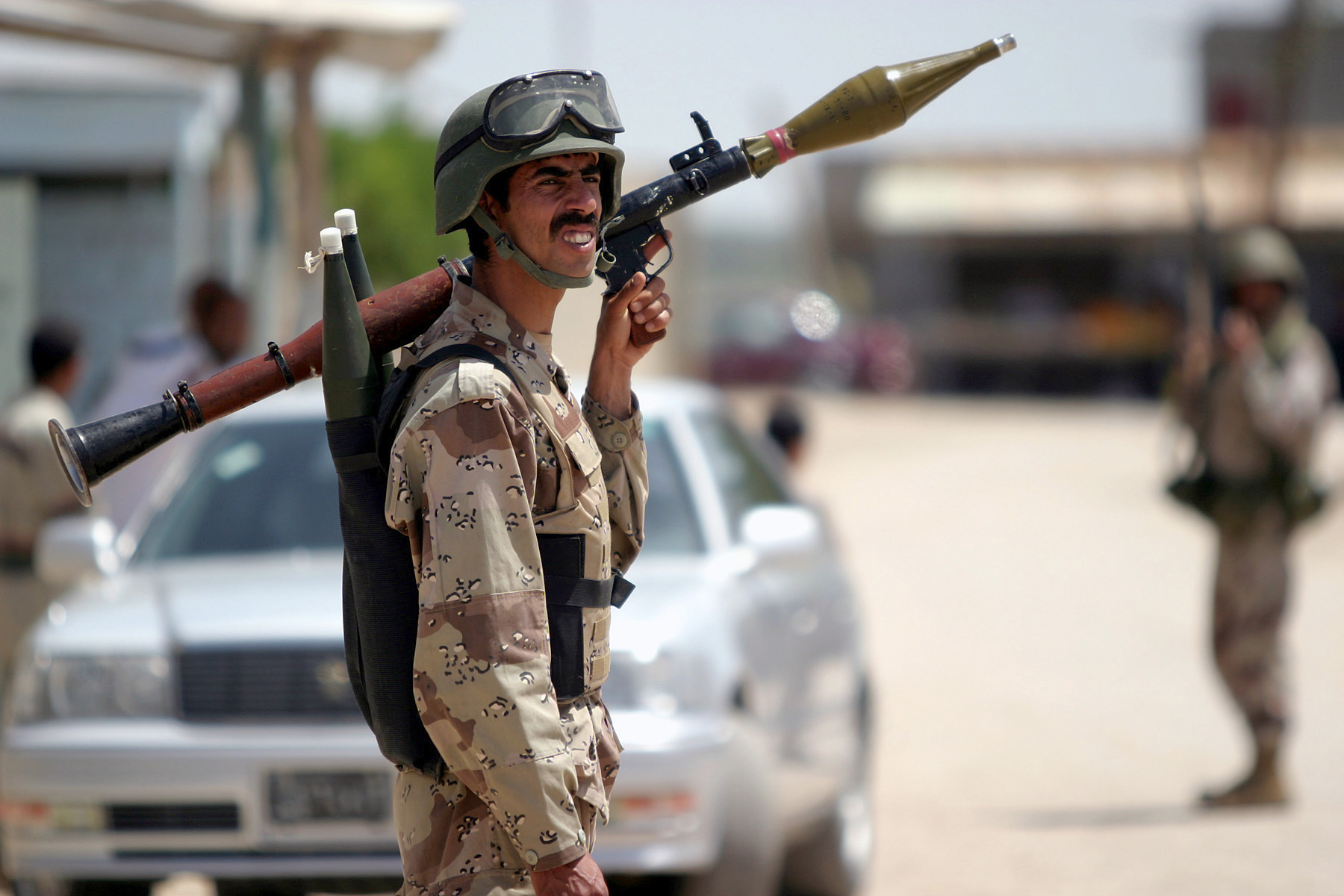
Soldat beväpnad med ett RPG-7-raketgevär bestyckad med en överkalibrig raketprojektil.
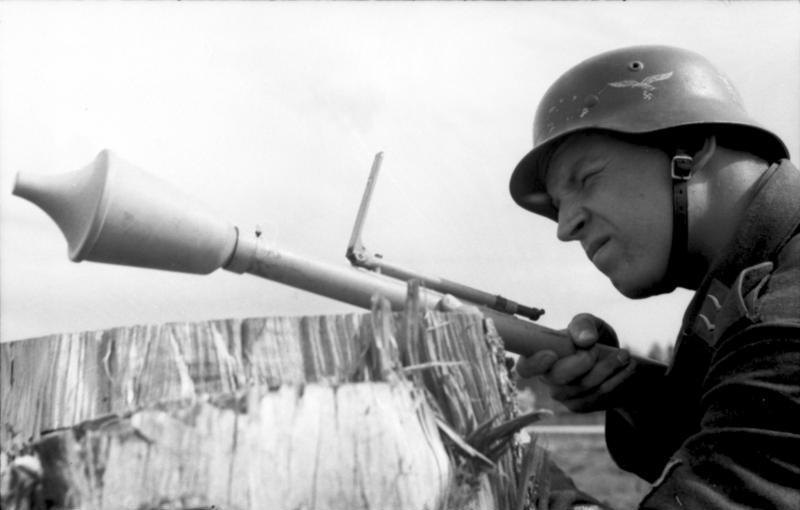
Soldat beväpnad med ett Panzerfaust-pansarskott försedd med överkalibrig pansarspränggranat.